# 경추부염좌
경추부염좌(頸椎部捻挫) 또는 편타 손상(鞭打性損傷, whiplash)은 자동차가 뒤쪽으로부터 충돌하였을 때, 안에 타고 있는 사람의 목이 통상 움직일 수 있는 한도 이상으로 쇼크에 의하여 격심하게 움직여졌을 때에 경부(頸部)에 발생하는 상해(傷害)이다. 이는 맹수를 다루는 회초리의 끝에 달린 가죽끈이 움직이는 것과 같이 목이 움직이게 됨으로써 이러한 이름이 붙게 된 것이다. 그 증상으로는 목뼈가 부러지거나 탈구(脫臼)되거나, 혹은 뼈에 이상이 없더라도 혈관이나 신경을 다치게 된다. 이로 인하여 다리 부분에 마비가 오기도 한다. 이러한 자각증상은 사고 직후에 나타나는 일도 있으나 보통은 3~4시간 후로부터 다음 날에 걸쳐서 발생한다. 사고 후 4~5일이 지난 다음에 이상이 없으면 안심해도 된다. 채찍질 손상의 10~20%는 심한 후유증으로 고생하게 된다.

## 같이 보기
- 철도척수
- 교통 사고
- 래빗 펀치